# SUSE
Pour les articles homonymes, voir Suse.
SUSE (prononciation : en anglais, [ˈsuː.sə] ou [ˈsuː.zə] ; en allemand, [ˈzuː.zə]) est une société allemande appartenant au fonds d’investissement EQT Partners. Elle est connue pour sa distribution Linux SUSE Linux Enterprise destinée à l'utilisation en entreprise.
La première version de cette distribution apparut au début de l'année 1994, faisant de SUSE la plus ancienne distribution commerciale encore existante. Elle acquiert sa renommée grâce à son outil de configuration YaST.
En 2003, elle a été rachetée par la société américaine Novell,, membre fondateur de l'Open Invention Network. Novell ouvrit largement le développement de la distribution aux contributeurs extérieurs en créant en 2005 le projet communautaire OpenSUSE.
En 2011, Novell fut à son tour racheté par Attachmate, qui sépara SUSE de Novell. Ainsi, SUSE est à nouveau une entreprise indépendante.
En 2015, Attachmate est à son tour racheté par Micro Focus. SUSE reste une société indépendante.
En juillet 2018, Micro Focus annonce la vente de ses activités liées à SUSE pour 2,5 milliards de dollars à EQT Partners, un fonds d'investissement.

## Historique

### Société
La compagnie S.u.S.E. a été fondée le 2 septembre 1992 à Nuremberg, en Allemagne, par quatre personnes : Roland Dyroff, Thomas Fehr, Burchard Steinbild et Hubert Mantel, tous dans leur vingtième année. Trois des fondateurs étaient toujours à l'université, étudiant les mathématiques ; Thomas Fehr avait déjà obtenu un diplôme et travaillait en tant qu'ingénieur logiciel.
L'idée originale était que la compagnie fasse le développement de logiciels et offre des services de consultation UNIX. Selon l'un de ses fondateurs, Hubert Mantel, cette idée ne s'est pas concrétisée de manière appréciable, le travail dans ce secteur d'activité étant difficile à obtenir, et, après un certain temps, le groupe s'orienta vers la distribution de Linux, offrant en parallèle le service et la vente de logiciels.
Le nom « S.u.S.E » était originellement un acronyme allemand pour « Software und System-Entwicklung », signifiant « Développement de logiciels et de systèmes ». Le nom complet n’a jamais été employé et la compagnie a toujours été connue sous le nom de S.u.S.E., raccourci en SuSE en octobre 1998.
Une rumeur officieuse suggère que le nom serait un hommage à l'informaticien allemand Konrad Zuse, un des pères de l'informatique, qui développa la première machine informatique électronique en 1938, « SuSE » et « Zuse » se prononçant d’une manière similaire en allemand, à l'exception de la consonne initiale.
L'emblème de la distribution est un caméléon vert, prénommé officiellement Geeko (contraction de Gecko et geek) à la suite d'un concours organisé par SUSE. Son dessin a passablement évolué au fil du temps.

### Origines
La société a ainsi débuté comme compagnie de service, offrant des manuels UNIX et Linux, et des logiciels, parmi lesquels se trouvaient les distributions SLS et Slackware, et proposant son assistance technique. SLS (Softlanding Linux System), fondée par Peter McDonald et aujourd’hui disparue, était la première véritable distribution à intégrer des éléments piliers comme X Window System et TCP/IP. La distribution Slackware, maintenue encore à l’heure actuelle par Patrick Volkerding, un ancien contributeur de SLS, fut largement basée sur cette dernière.
Ainsi, la société envoyait un jeu de quarante disquettes Slackware aux personnes qui désiraient obtenir Linux. Par la suite, les scripts de Patrick Volkerding furent traduits, faisant de la distribution originelle S.U.S.E. Linux 1.0 une version allemande de Slackware, développée en étroite collaboration avec son auteur. Le jeu de disquettes fut converti en CD, lors de la généralisation de ce support. Selon les souvenirs de Bodo Bauer, un des premiers employés de la société, les dirigeants de S.u.S.E. décidèrent qu’il valait mieux développer leur propre distribution plutôt que de toujours corriger les mêmes bugs de Slackware, Patrick Volkerding ne prenant pas en compte les correctifs proposés par la société et ne les incluant pas dans ses nouvelles versions. Ils prirent également conscience qu’un meilleur outil d’installation et de configuration était nécessaire. S.u.S.E prit pour point de départ la distribution Jurix, qui n’existe plus aujourd’hui, son auteur Florian LaRoche se joignant à l’équipe S.u.S.E, et commença de développer YaST, l'outil d'installation et de configuration qui allait devenir le point fort de la distribution. La licence de cet outil permettait la modification et la redistribution du code, mais pas sa revente. À noter que Jurix, plus ancien, n’est pas un dérivé de Slackware.
En 1996, la première véritable distribution de l'entreprise fut publiée sous la dénomination S.u.S.E Linux 4.2. Le choix du numéro de version a suscité beaucoup de discussions : il aurait pu être simplement version 1.1, mais c'était avant tout le départ d'une nouvelle distribution, et la version 1.1 fut finalement rejetée. On s’est alors tourné vers le nombre 42, une référence intentionnelle à la réponse de la « Grande Question sur la Vie, l'Univers et le Reste » de la série de romans de science-fiction Le Guide du voyageur galactique de l'écrivain anglais Douglas Adams The Hitchhiker's Guide to the Galaxy. Le numéro de la première version de YaST, 0.42, s'inspire également des mêmes sources.

### Expansion
Alors que S.u.S.E. Linux incorporait plusieurs fonctionnalités de Red Hat Linux, dont son gestionnaire de paquets RPM et sa structure de configuration /etc/sysconfig, le nombre de CD de la distribution commença à augmenter, passant de 1 à 2, puis 3, 4… 
S.u.S.E. était le distributeur numéro un en Allemagne, reconnu comme un partenaire privilégié pour tout ce qui a trait à Linux, quand en 1997, S.u.S.E., LLC fut créée à Oakland (Californie) pour se frayer un chemin sur le marché Linux américain, tandis que Red Hat y était omniprésente ; la popularité de la distribution Linux de SuSE continuait également de grandir en Europe : SuSE était particulièrement populaire en Allemagne, son pays d'origine, ainsi que dans les pays nordiques tels que la Finlande et la Suède, Linus Torvalds, le créateur du noyau Linux, l'ayant lui-même utilisée. Cependant, le succès de cette distribution dans le monde francophone resta mitigé, une distribution concurrente, Mandrake, d'origine française, connaissait alors ses heures de gloire en France. Cela n'empêcha pas SuSE de bientôt devenir une société mondiale avec l'établissement de bureaux aux États-Unis (1997) et au Royaume-Uni (1999).
Cependant, l'optimisme et une expansion trop rapide de la société l'ont conduit en 2001 à réduire sa voilure pour pouvoir survivre. Ainsi, SuSE conclut le rachat de la société alsacienne Arkane Media, une des premières sociétés françaises entièrement spécialisée dans Linux et le monde du logiciel libre et qui en assurait l'assistance technique francophone. Elle en fit sa filiale française, puis la ferma quelques mois plus tard. Une discipline financière plus stricte, l'édition des versions pour entreprises, l'amélioration croissante des affaires ont relancé la compagnie.

### Rachat par Novell

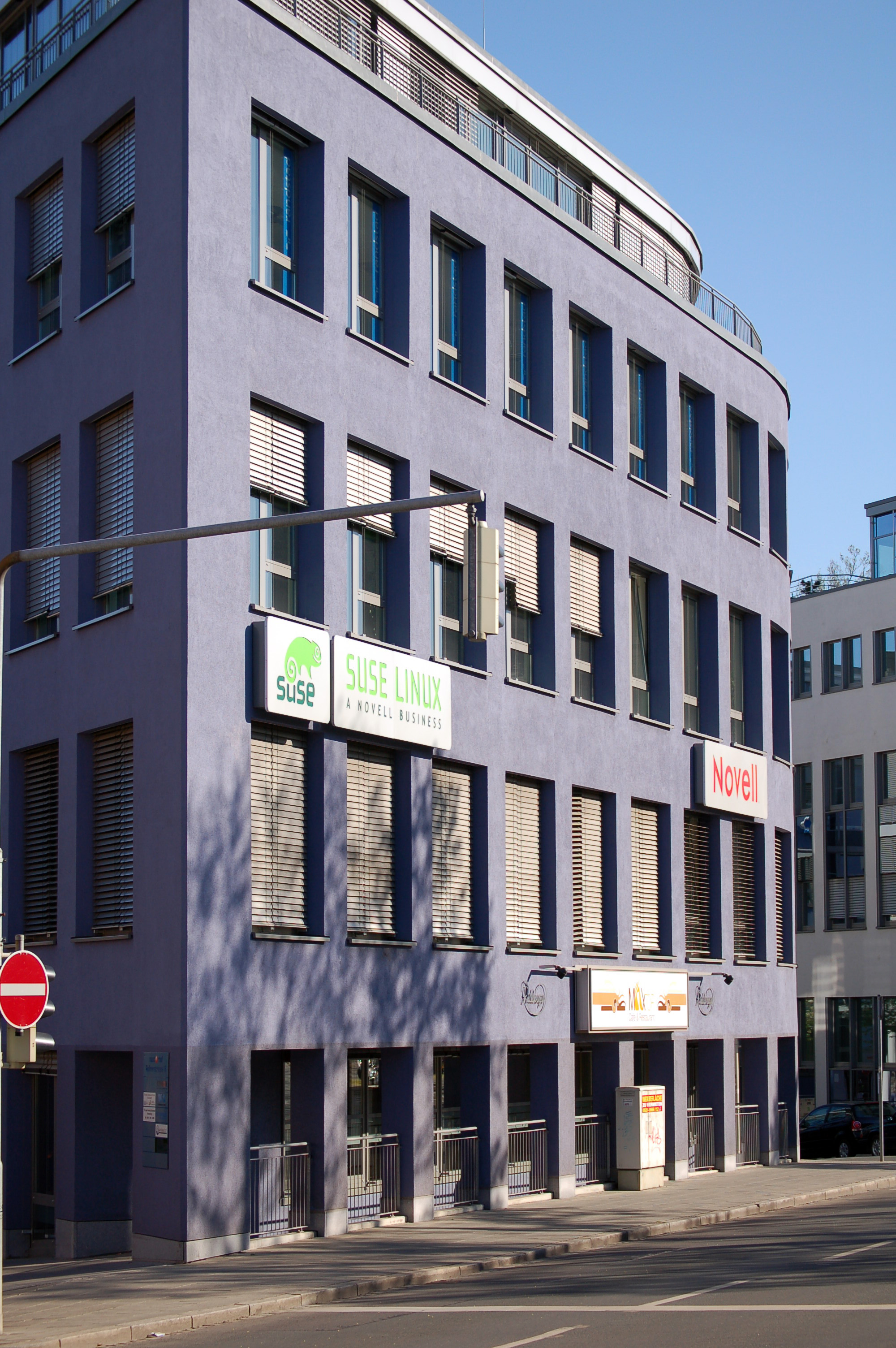
Les bureaux de SUSE/Novell à Nuremberg.

Le 4 novembre 2003, la société Novell annonça qu'elle désirait acquérir SuSE pour deux cent dix millions de dollars. L'acquisition fut conclue en janvier 2004 et le nom de l'entreprise fut alors changé en SUSE Linux. « SUSE » n'a dès lors plus de signification officielle.
Selon J. Philips, stratège en technologie chez Novell pour la région Asie - Pacifique, Novell n'altérerait pas à moyen terme la voie de développement de SUSE. Au rassemblement annuel BrainShare de Novell en 2004, tous les ordinateurs tournèrent sous SUSE Linux, pour la première fois. Lors de ce rassemblement, il a également été annoncé que le programme d'administration propriétaire de SUSE, YaST2, serait publié sous licence GPL, rendant ainsi la distribution entièrement libre, selon la Free Software Foundation.

### Projet communautaire openSUSE
Le 4 août 2005, le porte-parole et directeur des relations publiques de Novell, Bruce Lowry, annonça que le développement de SUSE Linux deviendrait plus ouvert et, qu'avec le lancement du projet communautaire openSUSE, similaire au projet Fedora de son concurrent direct Red Hat, ils essaieraient d'atteindre une plus grande proportion d'utilisateurs et de développeurs.
Le but du projet openSUSE est de procurer un environnement rendant la distribution SUSE la plus facile d'accès, et la plus adaptée aux goûts de l'utilisateur moyen et du développeur expérimenté, pour en faire la distribution et la plateforme de développement open source la plus utilisée.
Le système d'exploitation avait déjà, par définition, un code open source, et le processus de développement serait plus ouvert qu'avant, permettant aux développeurs et aux utilisateurs de collaborer. Le travail de développement était jusque-là effectué in situ par SUSE, et la version 10.0 fut la première à être offerte au public pour essai. Pour la première fois également, les bureaux GNOME et KDE sont mis sur un pied d'égalité alors que la distribution était habituellement orientée vers le bureau KDE.
Ce changement de philosophie mena, suivant en cela les traces de la plupart des projets open source, à la sortie de la distribution en téléchargement gratuit direct avec accès à un serveur de mises à jour en ligne ; un délai de deux mois était auparavant obligatoire pour qui n'avait pas acheté la boite. Une version téléchargeable gratuitement, en version entièrement open source ou non (OSS : Open Source Software), et une édition en boite sont disponibles.
En quelques mois, la distribution SUSE est passée d'un statut très fermé à un statut plus ouvert, accroissant sa popularité et son succès. Au vu de la confusion qu'il y avait entre les dénominations openSUSE, pour la communauté, et SUSE Linux, pour la distribution, il a été décidé, lors des premiers essais de la version 10.2, de renommer la distribution en openSUSE et de garder l'appellation SUSE Linux pour les produits du secteur entreprises de Novell.

### Nouvelle dimension
Le 3 novembre 2006, la maison mère Novell a signé un accord historique avec la société Microsoft portant sur trois volets : l'amélioration de l'interopérabilité de SuSE avec Microsoft Windows, une licence réciproque sur l'utilisation des brevets et un accord sur la commercialisation et la promotion des deux solutions.
Depuis le rachat par Novell en 2003, SuSE Linux est passée d'un statut de distribution incluant des fonctionnalités protégées, avec publications différées, restrictives, et dotée d'un développement fermé, à celui d'une distribution libre, avec la publication de YaST, l'outil central de la distribution, avec un modèle de développement communautaire et avec une disponibilité gratuite et immédiate pour tous.
Sa popularité ne cesse de grandir, par son ouverture et l'importance des infrastructures mises à la disposition du public, mais avec certaines réticences concernant la collaboration entre Novell et Microsoft de la part d'une partie de la communauté des utilisateurs de Linux.

## 2018 - 2022
Après avoir été rachetée par l'éditeur Microfocus, SUSE est cédée pour 2.5 MD$ en 2018 au fonds d'investissement EQT (Suède).
- SUSE se retrouve totalement autonome sur le marché depuis de nombreuses années.
- La volonté des dirigeants est d'en faire un leader mondial du software open source et d'accélérer son expansion.
- Fin 2020, SUSE annonce l'acquisition de Rancher Labs (société américaine de la Silicon Valley) ; cela constitue à ce jour la plus importante acquisition de l'histoire de SUSE.

Cet investissement permet à SUSE de rentrer en tant que leader du marché de la conteneurisation DevOps Kubernetes au même titre que des concurrents comme RedHat ou Vmware. 
- La synergie entre les offres SUSE historiques (SLES/SUSE MANAGER) et l'offre DevOps de Rancher est très rapide et de nombreux succès viennent illustrer cet investissement.
- SUSE a de fortes racines européennes et cela se renforce en juin 2021 avec l'introduction à la bourse de Francfort, il s'agit d'une des plus importantes introductions en bourse de la tech européenne à ce moment-là.
- Afin de compléter son offre sécurité SUSE annonce l'acquisition de la société US Neuvector en octobre 2021. Cette technologie permettant de sécuriser les environnements Kubernetes et de les monitorer. En tant qu'acteur open source SUSE annonce l'ouverture du code de la solution Neuvector fin du premier trimestre 2022.

Tout le catalogue de SUSE est open source.

### Produits SUSE
SUSE conçoit des versions de la distribution pour son secteur d'activité Entreprise et construites à partir d'openSUSE.
Elles se différencient par le fait qu'elles sont beaucoup plus ciblées, ont une espérance de vie supérieure (cinq ans, extensible à sept), un cycle de développement plus long (24 à 36 mois — gage de stabilité, au détriment des nouveautés) et sont disponibles uniquement à la vente (mises à jour payantes), la licence incluant un support plus long.
- SUSE Linux Enterprise Server - SLES, une version orientée serveur d'entreprise.
- SUSE Linux Enterprise Desktop - SLED, une version orientée bureautique d'entreprise.
- SUSE Linux Enterprise Real Time - SLERT, une version spécialisée dans le support “low latency” pour des opérations où le facteur temps est critique.
- SUSE Linux Enterprise Thin Client - SLETC, une version modifiée de SLED et ciblée pour l'utilisation de clients légers (netbook par exemple).
- SUSE Linux Enterprise Point of Service - SLEPOS, une version modifiée de SLES et ciblée pour l'environnement commercial de point de vente au détail : serveur, caisses enregistreuses, etc.
- SUSE-Rancher : Solution d'orchestration de conteneurs Kubernetes certifié CNCF. Cela inclut RKE2 et K3S (qui est la solution de référence Kubernetes pour le Edge).
- SUSE - Neuvector : sécurisation des nœuds Kubernetes en permettant le patch management via CVE et aussi le monitoring/mise en quarantaine des environnements non conformes aux règles de sécurité.

### Service de compilation Buildserver
Un Buildserver, progressivement mis en place depuis la création du projet openSUSE, est opérationnel et complète la distribution par son infrastructure.
L’openSUSE Build Service est la plateforme ouverte et complète de développement qui fournit l'infrastructure pour un développement de distributions futures basées sur openSUSE. Il fournit aux développeurs de logiciels un outil pour compiler, mettre à disposition et éditer leurs logiciels pour un grand nombre d'utilisateurs, y compris la création de leur propre distribution basée sur openSUSE, pour différentes architectures matérielles. L’openSUSE Build Service rend la création de paquets plus facile. Il fournit des serveurs et l'infrastructure de création de paquets pour openSUSE mais aussi pour d'autres distributions. Le Build Service est facilement accessible via une interface Web  ou  via une ligne de commande client. Une API utilisable via des logiciels clients spécifiques est également disponible.